# Ingá
Ingá è un comune del Brasile nello Stato del Paraíba, parte della mesoregione dell'Agreste Paraibano e della microregione di Itabaiana.
Nel territorio della sua amministrazione si trova la Pietra di Ingá, una grande roccia con iscrizioni precolombiane che ancora risultano indecifrabili.